# Skip Cutting
Harry Warren "Skip" Cutting, III (Indianópolis, 9 de junho de 1946) é um ex-ciclista olímpico estadunidense. Representou sua nação nos Jogos Olímpicos de Verão de 1964 e na Cidade do México 1968.